# Sh
Sh / sh es un dígrafo del alfabeto latino compuesto por "s" y "h", cuyo nombre es femenino (la "ese hache" o la "eshe", plural las "ese haches" o las "eshes").

## Su uso con extranjerismos en el idioma español
Conforme lo señala la Real Academia Española (RAE), el dígrafo Sh existe en algunos préstamos de otras lenguas, como flash o geisha, o regionalismos como cafishio o shuara, cuya pronunciación regular es una fricativa postalveolar sorda /ʃ/ o en algunos casos una fricativa alveolo-palatal sorda /ɕ/; pero no forma parte del sistema fonológico ni gráfico del idioma español. La RAE recomienda adaptar los términos tanto en grafía como en pronunciación con una S, adaptándose a la pronunciación común en España de esta última letra. Sin embargo, en Hispanoamérica el uso de Sh es cercano al del dígrafo Ch (una africada postalveolar sorda /t͡ʃ/) y en ciertas variedades (como la rioplatense, la chilena, la cubana, la norteña mexicana y la andaluza) se puede realizar nativamente.
Conviene distinguir este dígrafo de la situación que se produce en palabras como deshacer, en que no muda la pronunciación particular de la S ni la mudez de la H, por ser parte de distintas sílabas.

## Lenguas europeas

### Albanés
En idioma albanés, sh representa [ʃ]. Se considera una letra distinta, llamada shë, y se coloca entre S y T en el alfabeto albanés.

### Bretón
En idioma bretón, sh representa [s]. No se considera una letra distinta y es una variedad de zh, como en, koshoc'h («más antiguo»). No se considera un diptongo en palabras compuestas, como kroashent, «rotonda» (kroaz «cruz» y hent «camino»).

### Inglés
En idioma inglés, sh generalmente representa /ʃ/. La excepción está en palabras compuestas, donde s y h no son un dígrafo, sino que se pronuncian por separado; como por ejemplo en hogshead (/ˈhɒɡzˌhɛd/ «barril» de hogs, «jabalí», y head, «cabeza»). Sh no se considera una letra distinta en clasificaciones alfabéticas. 
En la ortografía en inglés antiguo, el sonido /ʃ/ fue escrito como sc. En inglés medio llegó a escribirse sch o sh; La última ortografía fue adoptada como la habitual en inglés moderno.

### Irlandés
En idioma irlandés, sh se pronuncia [h] y representa la lenición de la s; por ejemplo, mo shaol [mə heːɫ] «mi vida» (de saol [sˠeːɫ] «vida»).

### Ladino
En idioma judeoespañol, sh representa [ʃ] y aparece tanto en palabras nativas (debasho, «debajo») como en extranjeras (shalom, «hola»). En la escritura hebrea equivale a la letra ש.

### Occitano
En idioma occitano, sh representa [ʃ]. Ocurre principalmente en el dialecto gascón y corresponde con s o ss en otros dialectos occitanos: peish = peis «pez», naishença = naissença «nacimiento», sheis = sièis «seis». Una i antes de sh es silenciosa: peish, naishença se pronuncian [ˈpeʃ, naˈʃensɔ]. Algunas palabras tienen sh en todos los dialectos occitanos: son palabras gasconas adoptadas en todo el idioma occitano (por ejemplo los topónimos Aush o Arcaishon) o préstamos extranjeros (shampó «champú»).
También existe s·h. Al haber un punto medio, no se considera dígrafo y por lo tanto las letras se pronuncian por separado.

## Otras lenguas

### Kazajo
En idioma kazajo, la letra sh representa [ʃ] y es la 31.ª (trigésima primera) del alfabeto latino kazajo.

### Somalí
Sh representa el sonido [ʃ] en el alfabeto latino somalí. Se considera una letra separada y es la 9ª (novena) letra del alfabeto.

### Uigur
Sh representa el sonido [ʃ] en la escritura latina uigur. Se considera una letra separada y es la 14.ª (decimocuarta) letra del alfabeto.

### Uzbeko
En idioma uzbeko, la letra sh representa [ʃ]. Es la 27.ª (vigésima séptima) del alfabeto uzbeko.

### Hebreo
En idioma hebreo, la letra שׁ representa [ʃ]. Es la 21.ª 
(vigésima primera) del alfabeto hebreo.

## Romanización
En las romanizaciones de chino Pinyin, Wade-Giles y Yale, sh representa el fonema retroflejo [ʂ]. Contrasta con [ɕ], que se escribe x en Pinyin, hs en Wade-Giles y sy en Yale.
En la romanización Hepburn del idioma japonés, sh representa [ɕ]. Otras romanizaciones escriben [ɕ] como s antes de i y sy antes de otras vocales.

## Lenguas auxiliares internacionales

### Ido
En la lengua auxiliar ido, sh representa [ʃ].